# موچی‌والا
موچی‌والا (به انگلیسی: Mochiwala) یک شهر در پاکستان است که در پنجاب واقع شده‌است.